# Umhlanga

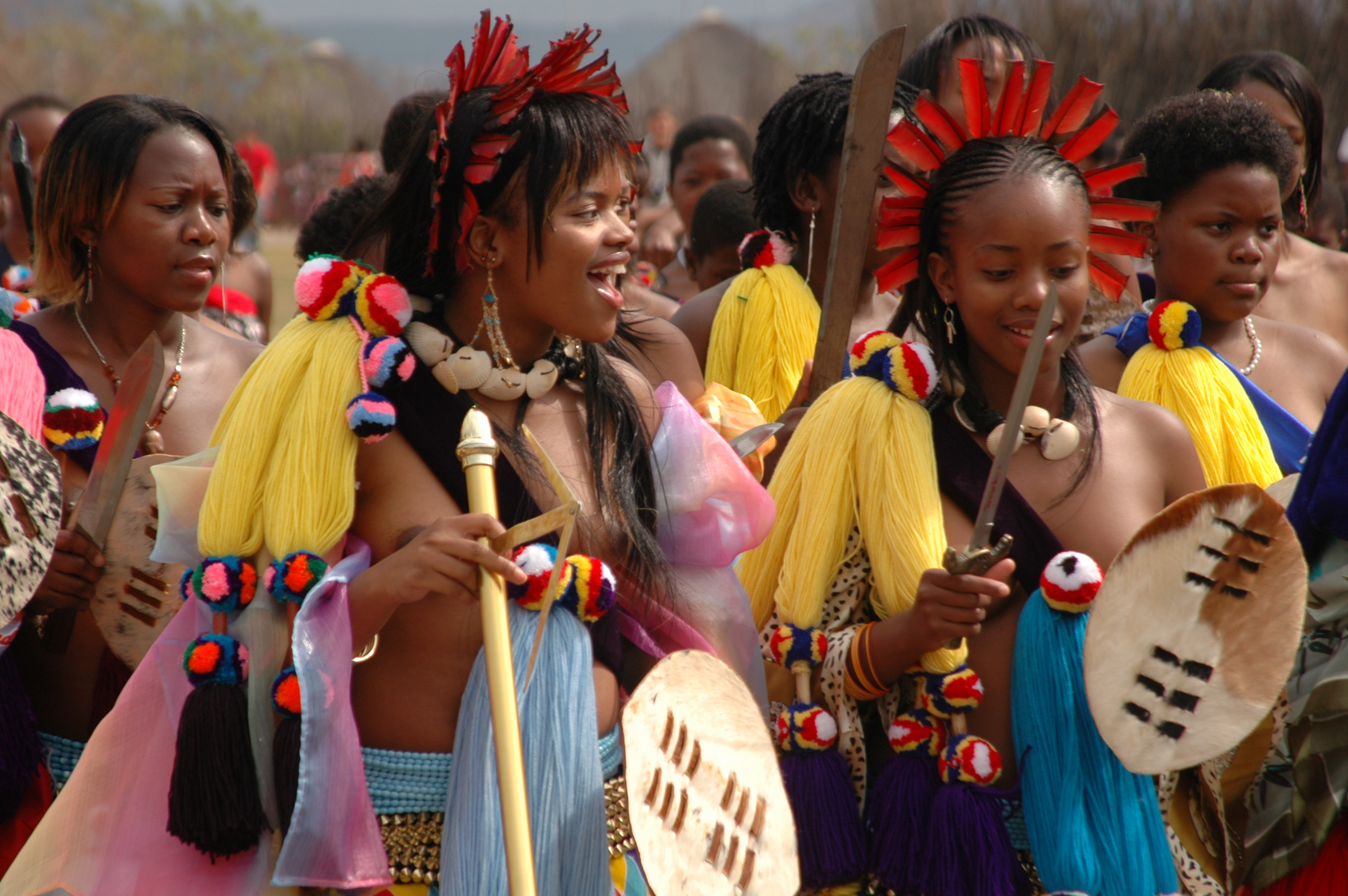
Prinsessan Sikhanyiso Dlamini på Umhlanga i Swaziland 2006.

Umhlanga, "vassfesten", är en årlig tradition inom Swazi och Zulu i augusti eller september. 
Tusentals ogifta unga Swazi/Zulu-kvinnor utan barn reser från sina hemorter för att under åtta dagar delta i evenemanget. I Swaziland samlas de i den kungliga byn, som för närvarande är Ludzidzini Royal Village.
Efter ankomsten till palatset delar kvinnorna upp sig och samlar in höga vass-strån i närområdet.  Kvällen därpå överlämnas det för att användas till reparationer av det vindskydd av vass som omger den kungliga byn. Efter en dags vila tar kvinnorna på sig en traditionell dräkt, bestående av ett pärlhalsband, rasslande vristsmycken tillverkade av kokonger, skärp och kjol. Som symbol för deras jungfrulighet bär många den "bush knife" de använt för att kapa vass.
Kungens många döttrar deltar i ceremonin, och kan kännas igen på den krona av  röda fjädrar de bär i håret.
Kvinnorna sjunger och dansar då de passerar framför dels den kungliga familjen och utländska dignitärer, dels en mängd åskådare och turister.
Vid Umhlanga kan kungen välja att ta någon av flickorna som hustru.
Nutidens Umhlanga utvecklades under 1940- och 1950-talen ur seden Umcwasho. 